# کوزه‌کنان
کوزه‌کنان یکی از شهرهای بخش مرکزی استان آذربایجان شرقی ایران است.
فاصله‌ی آن با مرکز استان تبریز ۷۵ کیلومتر و با مرکز شهرستان ۱۲ کیلومتر است.
این شهر از شمال به کوه‌های می‌شوداغ، از جنوب به روستای یوسف‌آباد، از غرب به بندر شرفخانه و از شرق به شهر خامنه منتهی می‌شود. در دامنه کوه‌های میشاب (می‌شوداغ) گل‌های لاله عباسی و ریواس به صورت وحشی و خودرو وجود دارد. در شمال غربی آن نیز معادن نمک حاوی سنگ‌های نمک با خلوص بالا دیده می‌شود که در حال حاضر نیز از آن‌ها بهره‌برداری می‌شود. در مجاورت این معادن دو چشمه نزدیک به هم وجود دارد.
جمعیت کوزه‌کنان بیش از پنج‌هزار نفر است و شغل اغلب ساکنان آن کشاورزی است؛ اما جمعی از اهالی این شهر نیز سفالگرند. مسجد جامع (جمعه مسجد) که درب ورودی و منبر آن ارزش تاریخی دارد، از مکان‌های دیدنی محسوب می‌شود. آثار و بقایای کوزه و سفال‌های قدیمی که گاه به صورت اتفاقی در آن یافت می‌شود نشان دهنده حرفه اصلی پیشینیان و احتمالاً وجه تسمیه این شهر می‌باشد. بنیان‌گذار کوزه‌گری به روش نوین در این شهر حاج اسماعیل عباسقلی زاده آزاد است. این شهر به «کوزه کنان مهد هنر سفال ایران» مشهور شده‌است.

## کوزه کنان در گذر تاریخ
کوزه کنان: «شهری است در حدود ده فرسخی تبریز» با جمعیتی در حدود ۱۰۰۰۰ نفر. این شهر در قسمت غربی شهرستان شبستر و در بخش موسوم به گونئی مرکزی قرار دارد. گونئی به معنای آرانک و در نهایت ارونق می‌باشد. یاقوت حمدی در معجم البلدان آورده‌است که در کوزه کنان ۷۵۰۰۰ خانوار زندگی می‌کنند. مسلماً این ارقام قابل توجه و در واقع حکایت از قدمت و اهمیت کوزه کنان دارد کلاویخو در سفرنامه خود راجع به این روستا آورده‌است که: شب را در کوزه کنان که -سابقاً محل بزرگی بوده و فعلاً بیشتر قسمت‌های آن ویران است- خوابیدم گویند باعث این ویرانی، امپراتور طغتمش خان بود که از امیر تیمور شکست یافت و از قدرت افتاد. در کوزه کنان بسیاری از ارمنیان را دیدم که در آنجا مسکن داشتند.
از جمله مشاهیر این خطه می‌توان از: نقشبندی کوزه کنانی، ملتجی کوزه کنان، همت کوزه کنانی و ملا ابو محمد کوزه کنانی حاج مهدی کوزه کنانی رجل مشهور قاجار که خانه‌اش در تبریز به خانه مشروطیت شناخته شده و تاکنون پابرجاست نام برد اهالی شهر معتقدند که: همانگونه که از مرحوم آیت‌الله نجفی مرعشی روایت شده‌است بعد از اسلام سه سادات اصیل به آذربایجان قدم نهاده‌اند که از آن سه یک نفر در کوزه کنان سکنی گزیده‌است و از این جهت کوزه کنان را دروازه سید نیز نام نهاده‌اند ظاهراً کوزه کنان همانگونه که از نامش پیداست مهد سفالگری بوده چرا که در حفاری‌های مختلف این روستا، کوزه‌های بزرگی که غالباً در حدود ۱۰۰ لیتر آب در خود جای می‌دهند به ضخامت ۷–۶ سانتی‌متر بدست آمده‌است. برای مثال (خرابه لر) که در قسمت جنوب شرقی روستای کوزه کنان قرار دارد. ابتدا مسکونی بوده اما مشخص نیست چه حادثه‌ای رخ داده که مردم از آن ناحیه کوچ کرده‌اند. به هر ترتیب به هنگام حفاری زمین در این منطقه یا به هنگام کشاورزی در اراضی همجوار با خرابه آثار سفالینه زیبا و قابل توجهی بدست آمده‌است.
کوزه‌کنان دارای چشمه‌های متعددی می‌باشد که از جمله آن‌ها هادی کهریز و تازه کهریز می‌باشد. همچنین دو قنات به نام‌های قنوات آقا ملک و آقا کریم در بالا دست این آبادی وجود دارد که به شور گوئللری معروفند با توجه به لوله‌های سغالینی که در داخل آبادی در اثر حفاری‌ها بدست آمده‌اند مشخص می‌شود سابقاً آب این قنوات تا پایین‌ترین نقاط روستا منتقل می‌شده‌است.

## آثار باستانی کوزه کنان
۱-آب‌انبار:
این آب‌انبار صدها سال قبل ساخته شده و بعداً حدود ۱۲۰ سال قبل توسط بزرگمرد تاریخ مشروطه حاج مهدی کوزه کنانی «ابوالمله» بازسازی و مرمت دوباره شده و براساس اطلاعات به دست آمده و مستندات تاریخی این آب‌انبار سالیان متمادی جهت انبار و نگهداری برف و یخ زمستانی بوده تا در تابستان‌های گرم در پائین آوردن تب و تشنگی مورد استفاده مردم قرار می‌گرفت و مصالح به کار رفته در آن بیشتر (ساروج) بوده و نقشبندی و عایق بندی و ضخامت دیوارها و سقف آن نشان و حکایت از تخصص و پیشرفت علمی ساکنین وقت دارد.
۲-گورستان‌های چهارگانه (بالا، پائین، ارامنه، و اوشاقلار قبرستانی):
با توجه به وسعت و نحوه دفن اموات که به صورت خانوادگی و طبقه‌بندی شده به صورت سنگفرش سفید و قرمز و خاکستری که دلیل بر وجود طبقه‌بندی اجتماعی و دینی بوده و مبین تاریخ سکونت می‌باشد و همچنین در شرح قبرستان ارامنه به سابقه بیش از هزاران سال مربوط به دوره‌های قبل از اسلام که با توجه به آثار به دست آمده در حفاری‌های کشاورزان و دامداران و برخی حفاری‌های قاچاقچیان نشان از وجود آثار ارزشمند تاریخی در آن است.
۳- غار تاریخی:
در محل گورستان در ضلع جنوبی شهر که بنا به روایات و مستندات تاریخی در جنگ چالدران مورد استفاده لشکر شاهان صفویه قرار گرفته و مطمئناً دارای آثار ارزشمند تاریخی است ولی به دلیل مدفون شدن مجرای ورودی و خروجی غار فعلاً دسترسی به این غار امکان‌پذیر نیست و لازم است کارشناسان محترم میراث فرهنگی ضمن بازدید از محل مذکور و ارائه نظرات و راهکارها جهت بازگشائی و مرمت آن اقدام‌های لازم را انجام دهند که نیاز به مطالعة بیشتر دارد تا بدین وسیله از تخریب این اثر ارزشمند جلوگیری به عمل آید.
۴- قلعه ایچی (داخل قلعه)
در کوزه کنان محله‌ای موسوم به قلعه ایچی قرار دارد که مشهور است در زمان شاه اسماعیل صفوی در درون قلعه به جمع‌آوری قشون و تعلیم نظامی می‌پرداخته‌اند. ظاهراً چند سال قبل از داخل قلعه طی حفاری دو دخمه (به شکل محل نگاهداری سربازان) بدست آمده‌است که بنا بر روایتی حدود ۲ روز به یکی از دخمه‌ها آب بستند اما در شکل ظاهر دخمه خللی وارد نشد، این قلعه در شمال غرب کوزه کنان پابرجاست.
۵- درخت نارون (قره آغاج) کوزه کنان
در این شهر درخت نارونی وجود دارد که در محله صادله قرار دارد. قدمت این چنار را حدود ۷۰۰ سال تخمین زده‌اند ظاهراً تا چند سال گذشته پینه دوزی در داخل درخت مغازه‌ای محقر ترتیب داده و به شغل کفاشی می‌پرداخته‌است.
۶- مسجد جامع محمد حنفیه
این مسجد از کهن‌ترین بناهای کوزه کنان است که در مسیر بناها و ساختارهای تاریخی بوده و دررون باغ‌های انبوه این منطقه قرار دارد در این مسجد منبری هست که بنا به روایت با قدمتی در حدود ۱۲۰۰ سال و مشهور به قره منبر بوده و موسوم است که مورد استفاده محمد حنفیه برادر حضرت علی (ع) قرار گرفته‌است.
۷- هنر کوزه‌گری و سفالگری در کوزه کنان
کوزه‌گری شغل آباء و اجدادی اهالی کوزه کنان است، امروزه بالغ بر ۵۰ کارگاه کوزه‌گری در کوزه کنان دایر است و یکی از مراکز اصلی سفالگری در سطح جهان است که به عنوان مهد سفالگری می‌باشد و سابقه چندین هزار ساله دارد که به زمان حضرت نوح نسبت داده شده‌است.
کوزه کنان همانگونه که از نامش پیداست مهد سفالگری بوده چرا که در حفاری‌های مختلف این شهر، کوزه‌های بزرگی که غالباً در حدود ۱۰۰ لیتر آب در خود جای می‌دهند به ضخامت ۷–۶ سانتی‌متر بدست آمده‌است. برای مثال «خرابه لر» که در قسمت جنوب شرقی روستای کوزه کنان قرار دارد. ابتدا مسکونی بوده اما مشخص نیست چه حادثه‌ای رخ داده که مردم از آن ناحیه کوچ کرده‌اند. به هر ترتیب به هنگام حفاری زمین در این منطقه یا به هنگام کشاورزی در اراضی همجوار با خرابه لر آثار سفالینه زیبا و قابل توجهی بدست آمده‌است.
با توجه به موارد ذکر شده در خصوص آثار تاریخی و باستانی جهت صیانت از فرهنگ، هنر و معماری این شهر و جلوگیری از تخریب بیشتر این آثار و حفاری‌های غیرمجاز و سرقت آثار تاریخی و توجه ویژه دولت به امور میراث فرهنگی و گردشگری و صنایع دستی، موارد زیر پیشنهاد می‌گردد:
الف) ثبت و ترمیم آب‌انبار حاج مهدی کوزه کنانی
ب) تملک خانه اجدادی و زادگاه حاج مهدی کوزه کنانی و بازسازی و مرمت و احداث سایر ملحقات لازم در کنار آن و تبدیل این منزل به موزه مردم‌شناسی و جمع‌آوری آثار تاریخی شهرکوزه کنان که از حفاری و مطالعه گورستان‌ها و غار ذکر شده بدست خواهد آمد در این موزه علاوه بر جلوگیری از تاراج این سرمایه‌های ارزشمند تاریخی باعث ایجاد اشتغال و جذب گردشگری در این منطقه خواهد شد و موجب رونق استان نیز خواهد بود؛ و ضمناً باعث ماندگاری یاد بزرگمرد تاریخ مشروطه حاج مهدی کوزه کنانی «وی از پیشروان جنبش مشروطیت و از مشاوران نزدیک ستارخان سردار ملی بوده‌است».
خانه مرحوم حاج میرزا مهدی کوزه کنانی در جنب مجموعه بازار بزرگ تبریز و در کنار خیابان جدیدالاحداث استاد مطهری واقع شده و در زمان مشروطیت و پس از آن محل تجمع سران و بازماندگان صدر مشروطیت از جمله ستارخان، باقرخان، ثقةالاسلام، حاج میرزا آقا فرشی، حاج میرزا حسن واعظ و اکثر مشروطه خواهان بوده‌است. خانه مزبور در سال ۱۳۴۷ هجری شمسی بدست حاج ولی معمار تبریزی که سالیان متمادی در روسیه زندگی می‌کرده ساخته شده و در سال ۱۳۴۴ توسط مالکان جدید آن مرمت گردیده‌است) خواهد بود. همچنین این موزه محل نگهداری خمره بدست آمده از محل حفاری مسجد بازار که اخیراً کشف و توسط سازمان میراث فرهنگی به ثبت رسید که قدمت آن به دوره قبل از اشکانیان می‌رسد خواهد بود.

## توابع کوزه کنان
کوزه کنان مرکز دهستان گونئی مرکزی است که این دهستان شامل روستاهای مشنق، علی بیگلو، یوسف آباد، کوشک، کافی الملک و داریان می‌شود.

## محصولات کشاورزی
عمده‌ترین محصولات کشاورزی این شهر عبارتند از: غلات و سیفی جات: خیار، بادمجان، گندم، جو، عدس، کدو، لوبیا - محصولات سردرختی: گیلاس، زردآلو، انواع سیب، آلبالو، هلو، انجیر، گلابی، انواع آلو، شلیل، بادام و گردو… و انواع خشکبار پرورش می‌یابد.